# Стенде
Стенде (произношение) (на латвийски: Stende) е град в югозападна Латвия, намиращ се в историческата област Курземе и в административния район Талси. През 1991 година Стенде официално получава статут на град.